# Остава
Остава или шпајз је просторија у којој се чувају пићe, храна, а понекад и посуђе, хемикалије за чишћење у домаћинству, постељина или други прибор. 
Већина људи оставу користи за одлагање хране, хемијских средстава, велика посуђа за које нема довољно места у кухињи, као и бројних других ствари. Углавном се налази тик уз кухињу или је одвојена од ње. У оставама се обично уграђују полице на којима се држе разне ствари и предмети.

## Етимологија
Енглеска реч „pantry” потиче из истог извора као и старофранцуски израз paneterie; то је форма речи pain, француски облик латинске речи panis, „хлеб”.

## Историја у Европи и Сједињеним Државама

### Касни средњи век
У касносредњовековној сали постојале су одвојене просторије за различите услужне функције и складиштење хране. Остава је била место у коме се чувао хлеб и припремала храна. Шеф уреда задуженог за ову просторију називан је пантлером. Постојале су сличне просторије за складиштење сланине и другог меса (комора), алкохолних пића (мастан, познат по камарама буради која се ту чувају), и кување (кухиња).

### Колонијално доба
У Сједињеним Државама, оставе су еволуирале од раних колонијалних америчких „мастана“, изграђених у хладном северном углу колонијалне куће, у разне самоодрживе оставе имања. Батлерове оставе, или порцуланске оставе, грађене су између трпезарије и кухиње енглеске или америчке куће средње класе, посебно у другој половини 19. до почетка 20. века. Велика имања, као што су имање Билтмор у Ешвилу, Северна Каролина или Стан Хајвет Хол у Акрону, у Охају, имала су велике складишне оставе и друге домаћинске „уреде“, што је одјек њихових британских пандана типа „Велике куће“.

### Викторијанско доба
До викторијанске ере, велике куће и имања у Британији задржали су употребу засебних просторија, од којих је свака била посвећена различитим фазама припреме и чишћења хране. Кухиња је била за кување, а храна се чувала у спремишту, остави или подрум. Припрема меса се обављала у комори, јер је дивљач долазила полуприпремљена, риба нефилетирана, а месо у пола или четврт трупова, а чишћење и припрема поврћа вршило се у перионици. Прање посуђа се обављало у перионици или батлерској остави, „у зависности од врсте посуђа и степена прљавштине“.
Пошто је перионица била просторија са текућом водом, имала је лавабо и ту се одвијао најзахтевнији ступањ припреме хране, као што је чишћење рибе и сечење сировог меса. Остава је била место где се чувало посуђе, као што су порцулан, стаклено и сребрно посуђе. Ако је остава имала судоперу за прање посуђа, то је била дрвена судопера обложена оловом, како би се спречило да се порцулан и стаклено посуђе ломе док се перу. У неким кућама средње класе, перионица, остава и спремиште могли су једноставно да буду велики дрвени ормари, од којих сваки имао своју ексклузивну намену.

## Типови

### Азијска остава
Традиционално, кухиње у Азији су биле више отвореног формата од оних на Западу. Функцију оставе је углавном обављао дрвени ормар. На пример, у Јапану се кухињски ормарић назива „мизуја тансу”. Значајна традиција обраде дрвета и сточарства уопште развила се у Јапану, посебно током токугавског периода. Направљен је велики број дизајнова за тансу (комода или ормарића), сваки прилагођен једној или другој специфичној намени.
Идеја је веома слична оној са Хушеровим кабинетом, са широким спектром функција које служе специфичним дизајнерским иновацијама.

### Батлерова остава
Батлерова остава или остава за послуживање је помоћна просторија у великој кући, која се првенствено користи за складиштење предмета за послуживање, а не за храну. Традиционално, батлерова остава се користила за чишћење, бројање и складиштење посребреног посуђа; европски батлери су често спавали у остави, јер је њихов посао био да чувају сребро под кључем. Можда су се тамо чувале и трговачке књиге и дневник вина. Собу би користили батлер и остало домаће особље; често се назива батлерова остава чак и у домаћинствима у којима нема батлера.
У модерним домовима, батлерове оставе се обично налазе у прелазним просторима између кухиња и трпезарија и користе се као простори за сервирање оброка. Обично садрже радне плоче, као и складиште за свеће, прибор за сервирање, столну постељину, прибор за јело, вино и друге артикле за трпезарију. Сложеније верзије могу укључивати машине за прање судова, фрижидере или судопере.
Батлерове оставе су постале популарне у последње време.

### Хладна остава
Неке намирнице, као што су путер, јаја, млеко и слично, треба да се чувају на хладном. Пре него што је модерно хлађење било доступно, ледене кутије су биле популарне. Међутим, проблем са леденом кутијом је био у томе што је кабинет у коме су почивале био велики, док је стварни расхладни простор био прилично мали, те је досетљиво и иновативно решење пронажено, „хладна остава“, која се понекад назива и „калифорнијски хладњак“. Хладна остава се обично састојала од ормана или креденца са полицама од дрвених летвица (за циркулацију ваздуха). Отвор близу врха излази напоље, било кроз кров или високо кроз зид. Други отвор близу дна је такође излазио напоље, али ниско близу земље и обично на северној страни куће, где је ваздух био хладнији. Како се ваздух у остави загревао, подизао се, излазећи кроз горњи вентилациони отвор. Ово је заузврат увлачило хладнији ваздух из доњег отвора, обезбеђујући константну циркулацију хладнијег ваздуха. У летњем периоду температуре у хладној остави обично би биле неколико степени ниже од температуре околине у кући, док би зими температура у хладној остави била знатно нижа од оне у кући.
Хладна остава је била савршено место за чување залиха хране које није нужно требало да се чувају у фрижидеру. Хлеб, путер, колачи од сира, јаја, пецива и пита биле су уобичајене залихе хране које се чувају у хладној остави. Поврће се могло у мањим количинама подизати из подрума и чувати у хладној остави до употребе. Са великим простором у ледари, хладна остава је била одлично место за чување свежих бобица и воћа.

### Хушеров кабинет
Прво развијен почетком 1900-их од стране компаније Хушерова производна компанија у Њу Каслу, Индијана, и популаран у током 1930-их, Хушеров кабинет и његове бројне имитације убрзо су постали суштински део америчких кухиња. Често назван као „остава и кухиња у једном”, Хушер је донео лакоћу и доступност оставе, са својим бројним складишним просторима и радним пултом, право у кухињу. Продавао се у каталозима и кроз јединствени продајни програм намењен женама на фармама. Данас је Хушеров кабинет веома тражена домаћа икона и широко се репродукује.

## Књиге
Поглавља ранијих књига, посебно оних написаних у доба домаће науке и кућне економије у другој половини 19. века, описала су како се намешта, чува и чисти остава. Катрин Е. Бичер и Харијет Бичер Стоу, у свом кључном делу The American Woman's Home (1869), заговарале су укидање оставе постављањем полица и ормарића у кухињи. Ова идеја се у америчким домаћинствима успоставила тек један век касније, до када је остава постала орман од пода до плафона у кухињи после рата у Вијетнаму. Током викторијанске ере и до Другог светског рата, када су се станови значајно променили, оставе су биле уобичајена појава у готово свим америчким домовима. То је било зато што су кухиње биле мале и стриктно утилитарне, а не домаћи, често добро опремљени центар куће у коме се уживало данас или у колонијално доба. Тако су оставе биле важан радни простор са својим уграђеним полицама, ормарићима и радним плочама.
У последњем поглављу Ових срећних златних година, Лора Инголс Вајлдер оставила је описни приказ оставе коју је Алманзо Вајлдер саградио за њу у њиховом првом заједничком дому у Де Смиту у Јужној Дакоти. Она детаљно описује радну оставу на фарми, коју она први пут види након удаје за Вајлдера и каснијег путовања у њихов нови дом.
Постошења оставе су често биле уобичајене теме у књижевности за децу и рекламирању раног 20. века. У књижевности је можда најпознатији инцидент са оставом био када је Том Сојер Марка Твена морао да се искупи јер је провалио у пекмез своје тетке Поли у њеној остави: за казну је морао да окречи њену ограду.